# Loena 22
Loena 22 of Loenik 22 (Russisch: Луна-22) was een onbemande ruimtevlucht van het Sovjet Loenaprogramma.
Loena 22 functioneerde als satelliet van de Maan.
Het ruimtevaartuig had camera's bij zich, en deed ook onderzoek naar het magnetische veld van de Maan, naar gammastraling aan het oppervlak en naar de samenstelling van maanrotsen,  naar het zwaartekrachtveld, naar micrometeorieten en naar kosmische straling. 
Loena 22 werd eerst in een parkeerbaan om de aarde gebracht, en van daaruit gelanceerd naar de Maan. Op 2 juni 1974 kwam Loena 22 in een cirkelvormige baan om de Maan. Om de verschillende experimenten optimaal te laten werken, werden er in de 18 maanden dat ze aan het werk was  enkele malen wijzigingen aangebracht in de parkeerbaan tot wel zo laag als 25 km. Op 2 september was de brandstof op; in november werd de vlucht beëindigd.
Loena 22 was het tweede exemplaar van de verder ontwikkelde maansatelliet (het eerste was Loena 19, die ontworpen was om uitgebreid wetenschappelijk onderzoek te kunnen doen vanuit een baan om de Maan).
Het ruimtescheepje werd 30 mei 1974, ongeveer een jaar nadat de werkzaamheden van Loenochod 2 op  het maanoppervlak beëindigd waren, in dienst gesteld. Loena 22 verrichtte een koerscorrectie op 30 mei en arriveerde op  2 juni 1974 in een baan rond de Maan van 222 × 219 km met een inclinatie van 19°35'. 
Loena 22 maakte foto's van het maanoppervlak, deed onderzoek naar de samenstelling van het maanoppervlak, hield meteorietenactiviteit bij, zocht naar een eventueel magnetisch veld van de Maan, deed metingen aan de zonnewind en de kosmische straling, en bleef doorgaan met metingen aan het onregelmatige magnetische veld.
Hoewel de baan dikwijls veranderd werd, functioneerde Loena 22 zonder problemen en bleef 15 maanden lang foto's sturen, ook al was de vlucht officieel al op 2 april 1975 ten einde. 